# Милан Кешељ
Милан Кешељ (Савино Село, 27. фебруар 1949 — Нови Сад, 14. децембар 2017) био је српски сликар.

## Биографија
Милан Кешељ је 1969. завршио Школу за примењену уметност у Новом Саду. Био је запослен у Музеју града Новог Сада.
Прва његова велика изложба изван граница Југославије одржана је 1984. у париском Salons de la comtesse Virginia de Castiglione, Institut Clauderer. Тада су га француска штампа и критичари, описујући његове футуристичке и симболичке визије, рељефне структуре на плавој позадини, назвали "весником 21. века".
Био је члан Académie Européenne des Arts France од 1983. и California association of bay area artist. Од 1993. живео је у САД, у Питсбургу крај Сан Франциска.

## Уметничко дело
У последњих неколико година у жижу су дошла три његова пројекта. Најпре „Цртежи – Лувр 2008 / 2010”, који је финале доживео великом поставком у Галерији Матице српске 2011, када је, поред 12 дигиграфија (дигитални принтова) његових одабраних радова, изложено и 566 оригиналних цртежа насталих током дугих Кешељевих шетњи кроз пет миленијума историје уметности представљених у најпознатијем светском музеју. Овом изложбом Кешељ је заправо разграђивао колективну слику музејске вредности експоната из Лувра кроз ауторску интерпретацију.

Други пројекат под називом „Од Колумба до Била Гејтса” био је посвећен Сједињеним Америчким Дрзавама, и он је представљен 2013. у галерији Поклон збирка Рајка Мамузића, док је трећи из прошле године „На таласима Теслиног ума - чудесни свет” у фокусу имао 13 платна великог формата на која је, како је сам навео, уз помоћ телекс траке пренео Теслине мисли. Поводом ове изложбе Кешељ је изјавио следеће:
„У париском часопису Echo du 8 критичарка Никол Лесен (Nicole Lesein) рекла је за моју уметност да је весник 21. века. Тада још није било тако очигледно да ће 21. век бити век Николе Тесле. И ево, сада, када цео свет постаје свестан Теслине величине, на неки необичан начин, такорећи судбински, моје идеје се уклапају у Теслин чудесни свети”.
Критичарка Гроздана Шарчевић написала је да је Милан Кешељ испољавао склоност ка процесуалном конкретизовању идеје и одређеног концепта, али класичним средствима изражавања (Информација, 1980).
Критичар Милош Арсић написао је 1975. да Милан Кешељ, представљајући свакодневне, градске призоре, бележи само оне најкарактеристичније елементе детаља амбијената у којима се креће (градске улице, пошта, робне куће, аутобуси). Међутим, ови исечци из дневних догађања добијају код Кешеља, поред значења успутних бележења, и широко поље истинског ликовног деловања у смислу претварања обичних и привидно безначајних сусрета у сугестивне и прилично обеспокојавајуће визуелно-пластичне констатације. Служећи се простудираном и строгом композиционом шемом у чијој су основи јасно издиференцирани, логично постављени планови, он успева да оствари два битна момента атмосферу одабраног инсерта дајући му, истовремено, шансу за знатно шире, садржинско значење. Адекватно одабраном садржају, Кешељ примењује једну крајње редуцирану бојену скалу црних, сивих и мрких тонова. Конструктивним спојевима и очекивано логичним односима са бојама употребљеним у смислу вештог изазивања визуелних варки (врста оптичког натурализма, који уметника приближава тенденцијама једне од бројних варијаната фото-реализма), он гради један само привидно нестваран, а у суштини стварни ликовни организам богат садржајима и убедљиво остварене визуелне материјализације.

## Награде
- Седам пута је награђиван у Југославији на републичким и покрајинским изложбама;[3]
- На Деветом интернационалном фестивалу сликарства у Кању на мору додељена му је специјална награда жирија (1977);
- Награда на Шестом медународном бијеналу оригиналног цртежа у Ријеци (1978);
- Награда на Деветом медународном бијеналу оригиналног цртежа у Ријеци (1984);
- Награда града Нирнберга и награду фирме Фабер-Кастел добио је на Трећем интернационалном тријеналу цртежа у Нирнбергу (1985);
- Златна значка Културно-просветне заједнице Србије у Београду, за успешан рад у развијању културне делатности и афирмацију уметности (1989).